# Liste der politischen Parteien in der Republik Burundi
Die Liste der politischen Parteien in der Republik Burundi vermittelt einen Überblick zu der parteipolitischen Landschaft im ostafrikanischen Staat Burundi.

## Im Parlament vertretene Parteien, Wahl 2015
- Conseil national pour la défense de la démocratie – Forces de défense de la démocratie (CNDD-FDD)
- Abigenga-Amizero y’Abarundi (auch Indépendants de l’espoir)
- Union pour le Progrès national (UPRONA)

## Im Parlament vertretene Parteien, Wahl 2020
- Conseil national pour la défense de la démocratie – Forces de défense de la démocratie (CNDD-FDD), 86 Sitze
- Congrès national pour la liberté (CNL), 32 Sitze
- Union pour le progrès national (UPRONA), 2 Sitze

## Regierungspartei
Die Regierungspartei, die den Präsidenten und die Regierung stellt, ist die CNDD-FDD.